# 體液學說

四大體液

體液學說（英語：Humorism，或），起源於古希臘的醫學理論，認為人體是由四種體液構成－血液、黏液、黃膽汁和黑膽汁，這四種體液對應到四種元素、四種氣質，四種體液在人體內失去平衡就會造成疾病，又稱為四體液學說、四體液說。
這個學說在希臘化時代廣泛傳至地中海區，受希波克拉底著作影響，古羅馬醫學、波斯醫學、伊斯蘭醫學、維吾爾族醫學都以古希臘的體液學說為理論基礎。印度醫學受古希臘醫學影響，也採用四體液學說。

## 歷史
體液學說的起源已經不可考究，它可能是起源自古埃及醫學，或是古代美索不達米亞醫學。但是這些醫療傳統，一直到西元前400年左右，才被古希臘哲學家體系化，成為體液學說。古希臘哲學家泰利斯曾經提出水是組成萬物最根本的元素，恩培多克勒則提出四元素說－以火、水、土、氣為萬物根本的四元素。體液學說受四元素說影響，以血液、黏液、黃膽汁和黑膽汁分別代表這四大元素，稱為四體液。